# Kozure Ōkami: Oya no kokoro ko no kokoro
Kozure Ōkami: Oya no kokoro ko no kokoro es una película de samuráis de 1972 dirigida por Buichi Saito y protagonizada por Tomisaburo Wakayama. Está basada en el manga El lobo solitario y su cachorro, siendo la cuarta de una serie de seis películas. Su título en inglés es Lone Wolf and Cub: Baby Cart in Peril. En el mercado anglosajón fue además titulada Shogun Assassin 3: Slashing Blades of Carnage, como la tercera parte del filme Shogun Assassin.

## Trama
Ogami Ittō, un ronin que trabajaba como verdugo para el shogunato, es contratado para matar a una asesina renegada llamada Oyuki. Dado que el Shogun intentó matarlo, Ittō recorre Japón aceptando trabajos como sicario en compañía de su hijo Daigoro. El ronin visita a un tatuador que conoció a Oyuki, con el objetivo de saber su actual paradero. Sin embargo, el hombre le dice que cuando tatuó a Oyuki ella estaba con su rostro cubierto. Mientras Ittō habla con el hombre, Daigoro se distrae en las calles del pueblo y se pierde. Las horas pasan y el niño decide buscar a su padre en los templos abandonados, ya que es el lugar donde habitualmente pasa las noches.
Al entrar a uno de los templos, Daigoro encuentra un hombre que estaba rezando. El hombre lo intimida con su katana, pero el niño no se asusta. Ante esto el hombre decide seguirlo a escondidas. Daigoro llega hasta un pastizal que estaba incendiándose, y al verse rodeado por las llamas se entierra en el barro para salvarse. Al descubrir que sobrevivió al fuego, el hombre desafía al niño con su espada; Daigoro empuña una rama como arma y el hombre descubre que es el hijo del "lobo solitario". 
En aquel momento aparece Ittō, quien reconoce al hombre. Su nombre es Yagyū Gunbei, y es el hijo de Yagyū Retsudo. Ittō y Gunbei habían postulado años atrás al cargo de verdugo del shogunato, trabajo que consiguió Ittō tras un enfrentamiento entre ambos. El hecho fue recibido por Retsudo como una deshonra a la familia, por lo que le ordenó a su hijo que se fuera de la casa. Ittō y Gunbei se enfrentan en un duelo de revancha, en el que Itto le corta el brazo a su rival. Gunbei le pide al ronin que lo mate, pero Ittō le responde que no tiene sentido matar a alguien que ya está muerto.
Una vez reunido con su hijo, Ittō continúa su camino en busca de Oyuki. El ronin finalmente la encuentra en unas aguas termales. La mujer le explica que renunció al clan Owari, y ha matado a los miembros que han intentado asesinarla. Su objetivo es vengarse de Enki Kozuka, su antiguo instructor que la había violado tiempo atrás. Mientras ambos conversan, Enki aparece y  se enfrenta a Oyuki. El hombre intenta hipnotizarla, pero Oyuki le muestra uno de sus tatuajes y lo desconcentra, logrando vencerlo. Tras esto, Ittō y Oyuki se baten a duelo, resultando ganador el ronin.
Retsudo le cuenta al jefe del clan Owari que Ittō mató a Enki y Oyuki, y lo convence de cobrar venganza. Luego que los samurái del clan matan al padre de Oyuki, Ittō decide ir al palacio del jefe del clan para secuestrarlo. Tras abandonar el palacio, Ittō es atacado por Retsudo y sus hombres, quienes matan al jefe del clan Owari. El ronin se enfrenta a todos ellos y logra derrotarlos. Ittō pelea contra el propio Retsudo, terminando ambos malheridos tras el duelo. Mientras el ronin se aleja junto a Daigoro, Gunbei lo ve desde su caballo y promete que algún día lo derrotará.

## Reparto
- Tomisaburo Wakayama como Ogami Ittō.
- Akihiro Tomikawa como Daigoro.
- Yoichi Hayashi como Yagyū Gunbei.
- Michie Azuma como Oyuki.
- Asao Koike como Tokugawa Yoshinao.
- Tatsuo Endo como Yagyū Retsudo.

## Producción
La producción del cuarto filme fue asumida por Tomisaburo Wakayama, hermano del productor de las películas anteriores, Shintaro Katsu. La dirección estuvo a cargo de Buichi Saito, quien reemplazó al director de las tres primeras cintas, Kenji Misumi.
Tatsuo Endo fue el segundo actor en interpretar al personaje de  Yagyū Retsudo. En las películas anteriores el rol había sido interpretado por Tokio Oki. En las últimas dos películas de la serie, Retsudo es interpretado por un tercer actor, Minoru Ohki.